# Demisexualité

Drapeau de la fierté demisexuelle.

La demisexualité est une orientation sexuelle dans laquelle une personne ne ressent de l'attirance sexuelle envers une autre personne qu'après avoir formé un lien émotionnel fort avec celle-ci. Elle fait partie du spectre asexuel et ne doit pas être confondue avec l'asexualité grise et l'aromantisme. Des enquêtes auprès de personnes asexuelles, demisexuelles et grisexuelles montrent que ces trois orientations ont leurs propres spécificités. La demisexualité peut concerner des personnes de toute orientation romantique : elles peuvent être attirées par des hommes, des femmes ou des personnes non binaires.
Le terme est apparu en 2006 au sein de la communauté asexuelle. La demisexualité fait cependant débat, soit parmi les personnes strictement asexuelles, soit parmi la communauté LGBT, où elle est parfois rejetée. Les personnes demisexuelles peuvent aussi être mal comprises par leur entourage et souffrir de stéréotypes, comme l'idée que leur orientation serait due à des traumatismes ou des troubles hormonaux, ou bien serait une abstinence sexuelle choisie. Les personnes demisexuelles rapportent des difficultés, à l'adolescence et à l'âge adulte, pour comprendre le flirt, et sont parfois victimes de discriminations par le corps médical.
La demisexualité est un thème présent dans la littérature, notamment dans la romance.

## Définition
La demisexualité est généralement considérée comme une nuance de l'asexualité, soit l'absence d'attirance sexuelle. Elle ne doit pas être confondue avec l'aromantisme, qui est l'absence d'orientation romantique. Entre 0,4% et 4% de la population serait asexuelle, un terme générique qui englobe plusieurs orientations comme la demisexualité et l'asexualité grise,. 
Le terme « demisexualité » serait apparu en février 2006 sur le forum de l'Asexual Visibility and Education Network (en) (AVEN) dédié à la communauté asexuelle. Elle est décrite comme le « fait d'éprouver une attirance sexuelle uniquement en présence d'un lien émotionnel fort ». Il s'agit d'une nuance de l'asexualité, qui constitue un spectre où l'intensité, la fréquence et la forme du désir sexuel sont variables. Pour les personnes demisexuelles, ce lien émotionnel fort est un besoin sans lequel il ne peut pas y avoir d'attirance sexuelle, contrairement aux personnes allosexuelles, qui peuvent ressentir une attirance physique pour une personne en quelques secondes. Les personnes demisexuelles peuvent avoir différentes orientations romantiques : par exemple, une femme homoromantique et demisexuelle tombe amoureuse d'autres femmes et ne ressent une attraction sexuelle pour elles que lorsqu'un lien suffisamment fort s'est créé. 

## Réception et rejet
La définition de la demisexualité est imprécise et elle fait débat au sein de la communauté asexuelle,. Les personnes demisexuelles sont parfois considérées comme « pas vraiment asexuel[le]s », illustrant « les clivages internes qui peuvent se mettre en place au sein de la communauté asexuelle » selon Guay et Chaulet (2023). Certains membres de la communauté LGBT refusent d'y inclure l'asexualité et la demisexualité en supposant que les individus asexuels ne souffrent pas d'oppression ou de stéréotypes négatifs. Ce rejet peut augmenter le sentiment d'isolement que ressentent certaines personnes demisexuelles, alors même qu'elles souffrent effectivement de stéréotypes négatifs, parfois plus que d'autres minorités.
L'entourage peut parfois mal comprendre la demisexualité d'une personne et penser qu'il s'agit d'un choix ou de valeurs pudiques, d'une abstinence sexuelle, d'un manque de maturité, d'un traumatisme, de la conséquence d'un abus sexuel dans l'enfance ou d'un problème hormonal. Les personnes demisexuelles peuvent être discriminées par le corps médical à cause de la médicalisation de l'asexualité. Barton (2019) souligne la distinction entre l'asexualité médicale, qui peut résulter d'un trouble hormonal, de la vieillesse ou d'un handicap sévère, et l'identitité asexuelle (« those who self-identify as asexuals », « les personnes qui s'identifient elles-mêmes comme asexuelles »).

## Recherche et enquêtes auprès des personnes demisexuelles
D'après l'enquête Ace Community Survey (2023), portant sur un panel de personnes asexuelles, demisexuelles et grisexuelles à l'international, les personnes demisexuelles sont plus susceptibles d'être en couple, d'éprouver une attirance romantique ou de s'identifier comme hétérosexuel, bisexuel, hétéroromantique ou biromantique que les personnes strictement asexuelles. Elles sont les plus susceptibles de s'identifier comme demiromantiques et obtiennent des scores plus élevés aux mesures de la libido et à la fréquence de la masturbation que les personnes asexuelles et grisexuelles.
Une autre enquête, menée auprès d'un échantillon de 1 072 personnes en Italie entre octobre 2021 et janvier 2022, a cherché à comparer les expériences des personnes asexuelles, demisexuelles, grisexuelles et en questionnement. Les réponses du groupe demisexuel montre une fréquence plus élevée des fantasmes romantiques que les groupes asexuel et grisexuel. Les réponses des quatre groupes tendent à montrer des désirs et des fantasmes qui s'expriment selon des schémas spécifiques
Dans un article au sujet de la demisexualité, Barton (2019) rapporte les expériences de plusieurs personnes demisexuelles qui disent avoir eu des difficultés en tant qu'adolescents ou jeunes adultes pour comprendre le flirt et les aventures sans lendemain. Ces difficultés peuvent créer l'impression d'être anormal en comparaison avec les expériences sexuelles de l'entourage. Certaines personnes demisexuelles peuvent se sentir isolées et/ou se forcer à avoir des partenaires sexuels pour entrer dans la norme, ce qui peut avoir des répercussions négatives sur leur santé mentale.

## Dans la culture
Selon Jodi McAlister (en) (2014), la demisexualité est très présente dans les romances publiées par Harlequin Enterprises, où les relations sexuelles ne sont vraiment appréciables que lorsqu'un lien émotionnel fort s'est créé entre les protagonistes. Selon l'autrice, cette demisexualité est innée chez les personnages féminins, tandis qu'elle se développe au cours de l'histoire chez les personnages masculins. Une thèse a été soutenue en 2023 à l'Université d'État de Louisiane au sujet de la demisexualité dans la littérature américaine.
Dans le drapeau de la fierté demisexuelle, la couleur noir symbolise l'asexualité, le violet la communauté, le gris représente les personnes « grey-ace » et la demisexualité, et le blanc symbolise la sexualité.